# Dan Black
 (février 2016).
Si vous disposez d'ouvrages ou d'articles de référence ou si vous connaissez des sites web de qualité traitant du thème abordé ici, merci de compléter l'article en donnant les références utiles à sa vérifiabilité et en les liant à la section « Notes et références ».
Pour les articles homonymes, voir Black.
Dan Black (Daniel Edward Black de son vrai nom) né le 16 novembre 1975 à Leeds au Royaume-Uni est un artiste pop.

## Carrière solo
Il est à l'origine le chanteur du groupe The Servant jusqu'en mai 2007, et occasionnellement chanteur pour le groupe Planet Funk qu'il a aidé à décoller.
Il sort ses deux premiers singles Alone et Yours (à l'origine Yours forever) en 2008 chez Polydor Records (à la suite d'un refus de Virgin), et son disque UN sort aux États-Unis le 16 février 2010.
Black a gagné en popularité en 2009 lorsque son titre U + Me = (en français Toi + Moi =) a été choisi pour être le single gratuit de la semaine d'iTunes Store au Royaume-Uni. Ce même single a été utilisé plus tard comme le thème musical de The Cut sur la BBC (et repris dans de nombreuses publicités, dont une très connue pour Dim en Grande-Bretagne). Son premier album UN est sorti le 13 juillet 2009 avec un succès honorable. Il est précédé d'un single, Symphonies, qui a été publié après une performance remarquée au Glastonbury 2009.
Symphonies a été désigné comme le « Single de la Semaine » par Itunes aux États-Unis la semaine du 28 décembre 2009, et le clip-vidéo a été proposé gratuitement sur iTunes la semaine du 15 mars 2010. La version américaine de l'album UN contient trois pistes bonus, notamment une réédition de Symphonies avec le rappeur américain Kid Cudi. Cette même chanson dans sa version originale a atteint la 40e place du Billboard's Alternative Songs chart.
En live, Black est accompagné du célèbre bassiste Frédéric Pruchon et du guitariste Nick Peil.
Il a fait une tournée aux États-Unis et au Canada en février, mars et avril 2010.
Black a fait une tournée aux États-Unis en juillet et août 2010 avec Robyn et Kelis.
En 2010, Black a participé aux festivals américains SXSW (Austin, Texas), CMJ (New York), Music Winter Conference (Miami), Lollapalooza (Chicago), Osheaga (Montreal). Black a fait une tournée en Australie (Parklife Festival) en octobre 2010.
Depuis peu, il vit à Paris et parle très bien le français (avec un accent parisien)[réf. nécessaire].
Black a été nommé en 2010 aux MTV Video Music Awards pour Breakthrough Video et Best Special Effects pour le titre Symphonies et l'ensemble de sa jeune carrière.

## Discographie
- UN (2009 (UK)/2010 (US), Polydor Records)
- Do Not Revenge (2017)

### Singles
- Alone (2008)
- Yours (2008)
- HYPNTZ (2008)
- Symphonies (2009)
- Symphonies remix (avec la participation remarquée de Kid Cudi) (mars 2009)
- Symphonies (2010, US Release), 40e place du Billboard's Alternative Songs chart.

## Utilisation des titres
- Son titre Wonder fut choisi pour faire partie de la soundtrack du jeu vidéo FIFA 11.
- Son titre Symphonies fut choisi pour faire partie de la soundtrack du jeu vidéo NBA 2K11.